# 团壳菌目
团壳菌目（学名：Boliniales）是粪壳菌纲下的一个目。

## 下属分类
本目包括以下科：
- 团壳菌科 Boliniaceae
- 劣葡萄孢菌科 Catabotrydaceae

科的地位未定的属：
- Paramicrothyrium H.X.Wu & K.D.Hyde, 2011
- Rhexoacrodictys W.A.Baker & Morgan-Jones
- Xylochora Arx & E.Müll.